# Lista över fornlämningar i Gotlands kommun (Tingstäde)
Lista över fornlämningar i Gotlands kommun (Tingstäde) är en förteckning av ett urval av de fornlämningar som finns i Tingstäde i Gotlands kommun.
| Namn                       | Lämningstyp                      | Tillkomsttid | Historisk indelning | Plats | Läge                 | ID-nr          | Bild                                      |
| -------------------------- | -------------------------------- | ------------ | ------------------- | ----- | -------------------- | -------------- | ----------------------------------------- |
| Tingstäde 1:1              | Husgrund, förhistorisk/medeltida |              | Tingstäde, Gotland  |       | 57.736424, 18.616117 | 10096900010001 | Ladda upp en till bild av detta fornminne |
| Tingstäde 3:1              | Husgrund, förhistorisk/medeltida |              | Tingstäde, Gotland  |       | 57.736731, 18.615041 | 10096900030001 | Ladda upp en till bild av detta fornminne |
| Tingstäde 4:1              | Husgrund, förhistorisk/medeltida |              | Tingstäde, Gotland  |       | 57.715431, 18.573724 | 10096900040001 | Ladda upp en bild av detta fornminne      |
| Tingstäde 4:2              | Husgrund, förhistorisk/medeltida |              | Tingstäde, Gotland  |       | 57.715173, 18.574206 | 10096900040002 | Ladda upp en bild av detta fornminne      |
| Tingstäde 9:1              | Husgrund, förhistorisk/medeltida |              | Tingstäde, Gotland  |       | 57.728890, 18.598113 | 10096900090001 | Ladda upp en bild av detta fornminne      |
| Tingstäde 9:2              | Husgrund, förhistorisk/medeltida |              | Tingstäde, Gotland  |       | 57.728595, 18.597867 | 10096900090002 | Ladda upp en bild av detta fornminne      |
| Tingstäde 10:1             | Stensättning                     |              | Tingstäde, Gotland  |       | 57.728363, 18.596971 | 10096900100001 | Ladda upp en bild av detta fornminne      |
| Tingstäde 16:1             | Stenkrets                        |              | Tingstäde, Gotland  |       | 57.749921, 18.611224 | 10096900160001 | Ladda upp en bild av detta fornminne      |
| Tingstäde 17:1             | Gravfält                         |              | Tingstäde, Gotland  |       | 57.752412, 18.609418 | 10096900170001 | Ladda upp en bild av detta fornminne      |
| Tingstäde 19:1             | Husgrund, förhistorisk/medeltida |              | Tingstäde, Gotland  |       | 57.730544, 18.604121 | 10096900190001 | Ladda upp en bild av detta fornminne      |
| Tingstäde 20:1             | Stensättning                     |              | Tingstäde, Gotland  |       | 57.720142, 18.609799 | 10096900200001 | Ladda upp en bild av detta fornminne      |
| Tingstäde 22:1             | Stenkrets                        |              | Tingstäde, Gotland  |       | 57.717916, 18.611225 | 10096900220001 | Ladda upp en bild av detta fornminne      |
| Tingstäde 22:2             | Stenkrets                        |              | Tingstäde, Gotland  |       | 57.718022, 18.611146 | 10096900220002 | Ladda upp en bild av detta fornminne      |
| Tingstäde 23:1             | Stensättning                     |              | Tingstäde, Gotland  |       | 57.717308, 18.611845 | 10096900230001 | Ladda upp en bild av detta fornminne      |
| Tingstäde 24:1             | Röse                             |              | Tingstäde, Gotland  |       | 57.714062, 18.612948 | 10096900240001 | Ladda upp en bild av detta fornminne      |
| Tingstäde 25:1             | Röse                             |              | Tingstäde, Gotland  |       | 57.712971, 18.613779 | 10096900250001 | Ladda upp en till bild av detta fornminne |
| Tingstäde 26:1             | Röse                             |              | Tingstäde, Gotland  |       | 57.720577, 18.604994 | 10096900260001 | Ladda upp en bild av detta fornminne      |
| Tingstäde 26:2             | Stensättning                     |              | Tingstäde, Gotland  |       | 57.720599, 18.604798 | 10096900260002 | Ladda upp en bild av detta fornminne      |
| Tingstäde 26:3             | Stensättning                     |              | Tingstäde, Gotland  |       | 57.720717, 18.605062 | 10096900260003 | Ladda upp en bild av detta fornminne      |
| Tingstäde 27:1             | Stensättning                     |              | Tingstäde, Gotland  |       | 57.722594, 18.607392 | 10096900270001 | Ladda upp en bild av detta fornminne      |
| Tingstäde 27:2             | Stensättning                     |              | Tingstäde, Gotland  |       | 57.722686, 18.607421 | 10096900270002 | Ladda upp en bild av detta fornminne      |
| Tingstäde 28:1             | Röse                             |              | Tingstäde, Gotland  |       | 57.718500, 18.607583 | 10096900280001 | Ladda upp en bild av detta fornminne      |
| Bulverket (Tingstäde 30:1) | Borg                             |              | Tingstäde, Gotland  |       | 57.727690, 18.628548 | 10096900300001 | Ladda upp en till bild av detta fornminne |
| Tingstäde 31:1             | Röse                             |              | Tingstäde, Gotland  |       | 57.717244, 18.609657 | 10096900310001 | Ladda upp en bild av detta fornminne      |
| Tingstäde 32:1             | Gravfält                         |              | Tingstäde, Gotland  |       | 57.762218, 18.591201 | 10096900320001 | Ladda upp en bild av detta fornminne      |
| Tingstäde 33:1             | Stensättning                     |              | Tingstäde, Gotland  |       | 57.761228, 18.588726 | 10096900330001 | Ladda upp en bild av detta fornminne      |
| Tingstäde 33:2             | Stensättning                     |              | Tingstäde, Gotland  |       | 57.761074, 18.588667 | 10096900330002 | Ladda upp en bild av detta fornminne      |
| Tingstäde 33:3             | Stensättning                     |              | Tingstäde, Gotland  |       | 57.760990, 18.588856 | 10096900330003 | Ladda upp en bild av detta fornminne      |
| Tingstäde 35:1             | Gravfält                         |              | Tingstäde, Gotland  |       | 57.759840, 18.584828 | 10096900350001 | Ladda upp en bild av detta fornminne      |
| Tingstäde 36:1             | Husgrund, förhistorisk/medeltida |              | Tingstäde, Gotland  |       | 57.759936, 18.598498 | 10096900360001 | Ladda upp en bild av detta fornminne      |
| Tingstäde 36:2             | Husgrund, förhistorisk/medeltida |              | Tingstäde, Gotland  |       | 57.759803, 18.598093 | 10096900360002 | Ladda upp en bild av detta fornminne      |
| Tingstäde 37:1             | Gravfält                         |              | Tingstäde, Gotland  |       | 57.759545, 18.596865 | 10096900370001 | Ladda upp en bild av detta fornminne      |
| Tingstäde 39:1             | Gravfält                         |              | Tingstäde, Gotland  |       | 57.758462, 18.599480 | 10096900390001 | Ladda upp en bild av detta fornminne      |
| Tingstäde 41:1             | Gravfält                         |              | Tingstäde, Gotland  |       | 57.759713, 18.582475 | 10096900410001 | Ladda upp en bild av detta fornminne      |
| Tingstäde 43:1             | Röse                             |              | Tingstäde, Gotland  |       | 57.775292, 18.580703 | 10096900430001 | Ladda upp en bild av detta fornminne      |
| Tingstäde 44:1             | Stensättning                     |              | Tingstäde, Gotland  |       | 57.775484, 18.580173 | 10096900440001 | Ladda upp en bild av detta fornminne      |
| Tingstäde 44:2             | Stensättning                     |              | Tingstäde, Gotland  |       | 57.775349, 18.580081 | 10096900440002 | Ladda upp en bild av detta fornminne      |
| Tingstäde 45:1             | Röse                             |              | Tingstäde, Gotland  |       | 57.778091, 18.585826 | 10096900450001 | Ladda upp en bild av detta fornminne      |
| Tingstäde 46:1             | Stensättning                     |              | Tingstäde, Gotland  |       | 57.778713, 18.586758 | 10096900460001 | Ladda upp en bild av detta fornminne      |
| Tingstäde 47:1             | Röse                             |              | Tingstäde, Gotland  |       | 57.779185, 18.586841 | 10096900470001 | Ladda upp en bild av detta fornminne      |
| Tingstäde 48:1             | Gravfält                         |              | Tingstäde, Gotland  |       | 57.780302, 18.584225 | 10096900480001 | Ladda upp en bild av detta fornminne      |
| Tingstäde 52:1             | Gravfält                         |              | Tingstäde, Gotland  |       | 57.751246, 18.636082 | 10096900520001 | Ladda upp en bild av detta fornminne      |
| Tingstäde 53:1             | Stensättning                     |              | Tingstäde, Gotland  |       | 57.749814, 18.634861 | 10096900530001 | Ladda upp en bild av detta fornminne      |
| Tingstäde 53:2             | Stensättning                     |              | Tingstäde, Gotland  |       | 57.749690, 18.634983 | 10096900530002 | Ladda upp en bild av detta fornminne      |
| Tingstäde 55:1             | Stensättning                     |              | Tingstäde, Gotland  |       | 57.750975, 18.635426 | 10096900550001 | Ladda upp en bild av detta fornminne      |
| Tingstäde 55:2             | Stensättning                     |              | Tingstäde, Gotland  |       | 57.750879, 18.635242 | 10096900550002 | Ladda upp en bild av detta fornminne      |
| Tingstäde 56:1             | Stensättning                     |              | Tingstäde, Gotland  |       | 57.755175, 18.646994 | 10096900560001 | Ladda upp en bild av detta fornminne      |
| Tingstäde 56:2             | Stensättning                     |              | Tingstäde, Gotland  |       | 57.755166, 18.646821 | 10096900560002 | Ladda upp en bild av detta fornminne      |
| Tingstäde 57:1             | Gravfält                         |              | Tingstäde, Gotland  |       | 57.752542, 18.669654 | 10096900570001 | Ladda upp en bild av detta fornminne      |
| Tingstäde 58:1             | Husgrund, förhistorisk/medeltida |              | Tingstäde, Gotland  |       | 57.752606, 18.673663 | 10096900580001 | Ladda upp en bild av detta fornminne      |
| Tingstäde 58:2             | Husgrund, förhistorisk/medeltida |              | Tingstäde, Gotland  |       | 57.752507, 18.673077 | 10096900580002 | Ladda upp en bild av detta fornminne      |
| Tingstäde 58:3             | Husgrund, förhistorisk/medeltida |              | Tingstäde, Gotland  |       | 57.752137, 18.672734 | 10096900580003 | Ladda upp en bild av detta fornminne      |
| Tingstäde 60:1             | Husgrund, förhistorisk/medeltida |              | Tingstäde, Gotland  |       | 57.745582, 18.631766 | 10096900600001 | Ladda upp en bild av detta fornminne      |
| Tingstäde 60:2             | Husgrund, förhistorisk/medeltida |              | Tingstäde, Gotland  |       | 57.745359, 18.632005 | 10096900600002 | Ladda upp en bild av detta fornminne      |
| Tingstäde 60:3             | Husgrund, förhistorisk/medeltida |              | Tingstäde, Gotland  |       | 57.745357, 18.631293 | 10096900600003 | Ladda upp en bild av detta fornminne      |
| Tingstäde 62:1             | Hällristning                     |              | Tingstäde, Gotland  |       | 57.748381, 18.634027 | 11100000001024 | Ladda upp en bild av detta fornminne      |
| Tingstäde 62:2             | Hällristning                     |              | Tingstäde, Gotland  |       | 57.748381, 18.634027 | 11100000001025 | Ladda upp en bild av detta fornminne      |
| Tingstäde 62:3             | Hällristning                     |              | Tingstäde, Gotland  |       | 57.748381, 18.634027 | 11100000001026 | Ladda upp en bild av detta fornminne      |
| Tingstäde 63:1             | Gravfält                         |              | Tingstäde, Gotland  |       | 57.743145, 18.632983 | 10096900630001 | Ladda upp en bild av detta fornminne      |
| Tingstäde 64:1             | Gravfält                         |              | Tingstäde, Gotland  |       | 57.744879, 18.638236 | 10096900640001 | Ladda upp en bild av detta fornminne      |
| Tingstäde 66:1             | Gravfält                         |              | Tingstäde, Gotland  |       | 57.743185, 18.635761 | 10096900660001 | Ladda upp en bild av detta fornminne      |
| Tingstäde 69:1             | Hög                              |              | Tingstäde, Gotland  |       | 57.748344, 18.655756 | 10096900690001 | Ladda upp en bild av detta fornminne      |
| Tingstäde 70:1             | Gravfält                         |              | Tingstäde, Gotland  |       | 57.742336, 18.632132 | 10096900700001 | Ladda upp en bild av detta fornminne      |
| Tingstäde 70:2             | Stensättning                     |              | Tingstäde, Gotland  |       | 57.742096, 18.632769 | 10096900700002 | Ladda upp en bild av detta fornminne      |
| Tingstäde 70:3             | Stensättning                     |              | Tingstäde, Gotland  |       | 57.742220, 18.632994 | 10096900700003 | Ladda upp en bild av detta fornminne      |
| Tingstäde 72:1             | Husgrund, förhistorisk/medeltida |              | Tingstäde, Gotland  |       | 57.742945, 18.627936 | 10096900720001 | Ladda upp en bild av detta fornminne      |
| Tingstäde 74:1             | Stensättning                     |              | Tingstäde, Gotland  |       | 57.739897, 18.671299 | 10096900740001 | Ladda upp en bild av detta fornminne      |
| Tingstäde 75:1             | Husgrund, förhistorisk/medeltida |              | Tingstäde, Gotland  |       | 57.737205, 18.668729 | 10096900750001 | Ladda upp en till bild av detta fornminne |
| Tingstäde 75:2             | Husgrund, förhistorisk/medeltida |              | Tingstäde, Gotland  |       | 57.737300, 18.668806 | 10096900750002 | Ladda upp en bild av detta fornminne      |
| Tingstäde 75:3             | Husgrund, förhistorisk/medeltida |              | Tingstäde, Gotland  |       | 57.737048, 18.668396 | 10096900750003 | Ladda upp en bild av detta fornminne      |
| Tingstäde 75:4             | Stensättning                     |              | Tingstäde, Gotland  |       | 57.737024, 18.669142 | 10096900750004 | Ladda upp en till bild av detta fornminne |
| Tingstäde 75:5             | Husgrund, förhistorisk/medeltida |              | Tingstäde, Gotland  |       | 57.736941, 18.667844 | 10096900750005 | Ladda upp en till bild av detta fornminne |
| Tingstäde 75:6             | Husgrund, förhistorisk/medeltida |              | Tingstäde, Gotland  |       | 57.736982, 18.668029 | 10096900750006 | Ladda upp en bild av detta fornminne      |
| Tingstäde 75:7             | Husgrund, förhistorisk/medeltida |              | Tingstäde, Gotland  |       | 57.736871, 18.668786 | 10096900750007 | Ladda upp en bild av detta fornminne      |
| Tingstäde 75:8             | Husgrund, förhistorisk/medeltida |              | Tingstäde, Gotland  |       | 57.736425, 18.666633 | 10096900750008 | Ladda upp en till bild av detta fornminne |
| Tingstäde 75:9             | Husgrund, förhistorisk/medeltida |              | Tingstäde, Gotland  |       | 57.736119, 18.666651 | 10096900750009 | Ladda upp en till bild av detta fornminne |
| Tingstäde 75:10            | Husgrund, förhistorisk/medeltida |              | Tingstäde, Gotland  |       | 57.736091, 18.667058 | 10096900750010 | Ladda upp en bild av detta fornminne      |
| Tingstäde 75:11            | Husgrund, förhistorisk/medeltida |              | Tingstäde, Gotland  |       | 57.736742, 18.668093 | 10096900750011 | Ladda upp en till bild av detta fornminne |
| Tingstäde 75:13            | Gravfält                         |              | Tingstäde, Gotland  |       | 57.736115, 18.667707 | 10096900750013 | Ladda upp en till bild av detta fornminne |
| Tingstäde 75:14            | Stensättning                     |              | Tingstäde, Gotland  |       | 57.737143, 18.667976 | 10096900750014 | Ladda upp en bild av detta fornminne      |
| Tingstäde 80:1             | Stensättning                     |              | Tingstäde, Gotland  |       | 57.720523, 18.609477 | 10096900800001 | Ladda upp en bild av detta fornminne      |
| Tingstäde 82:2             | Gravklot                         |              | Tingstäde, Gotland  |       | 57.753497, 18.633768 | 10096900820002 | Ladda upp en bild av detta fornminne      |
| Tingstäde 84:1             | Husgrund, förhistorisk/medeltida |              | Tingstäde, Gotland  |       | 57.750086, 18.633290 | 10096900840001 | Ladda upp en bild av detta fornminne      |
| Tingstäde 84:2             | Husgrund, förhistorisk/medeltida |              | Tingstäde, Gotland  |       | 57.750307, 18.632595 | 10096900840002 | Ladda upp en bild av detta fornminne      |
| Tingstäde 84:3             | Husgrund, förhistorisk/medeltida |              | Tingstäde, Gotland  |       | 57.750021, 18.632851 | 10096900840003 | Ladda upp en bild av detta fornminne      |
| Tingstäde 84:4             | Husgrund, förhistorisk/medeltida |              | Tingstäde, Gotland  |       | 57.750593, 18.632885 | 10096900840004 | Ladda upp en bild av detta fornminne      |
| Tingstäde 90:2             | Hällristning                     |              | Tingstäde, Gotland  |       | 57.749486, 18.635714 | 11100000001027 | Ladda upp en bild av detta fornminne      |
| Tingstäde 92:1             | Hällristning                     |              | Tingstäde, Gotland  |       | 57.775155, 18.587131 | 11100000001028 | Ladda upp en bild av detta fornminne      |
| Tingstäde 96:1             | Hällristning                     |              | Tingstäde, Gotland  |       | 57.772493, 18.586297 | 11100000001029 | Ladda upp en bild av detta fornminne      |
| Tingstäde 100:1            | Gravfält                         |              | Tingstäde, Gotland  |       | 57.777952, 18.589036 | 10096901000001 | Ladda upp en bild av detta fornminne      |
| Tingstäde 108:1            | Gravfält                         |              | Tingstäde, Gotland  |       | 57.772249, 18.584667 | 10096901080001 | Ladda upp en bild av detta fornminne      |
| Tingstäde 109:1            | Gravfält                         |              | Tingstäde, Gotland  |       | 57.769230, 18.581583 | 10096901090001 | Ladda upp en bild av detta fornminne      |
| Tingstäde 114:2            | Hällristning                     |              | Tingstäde, Gotland  |       | 57.759411, 18.587377 | 11100000001093 | Ladda upp en bild av detta fornminne      |
| Tingstäde 116:1            | Gravfält                         |              | Tingstäde, Gotland  |       | 57.746039, 18.651200 | 10096901160001 | Ladda upp en bild av detta fornminne      |
| Tingstäde 117:1            | Stensättning                     |              | Tingstäde, Gotland  |       | 57.746708, 18.653118 | 10096901170001 | Ladda upp en bild av detta fornminne      |
| Tingstäde 119:1            | Stensättning                     |              | Tingstäde, Gotland  |       | 57.718170, 18.589963 | 10096901190001 | Ladda upp en bild av detta fornminne      |
| Tingstäde 126:3            | Stensättning                     |              | Tingstäde, Gotland  |       | 57.757551, 18.586123 | 10096901260003 | Ladda upp en bild av detta fornminne      |
| Tingstäde 126:4            | Stensättning                     |              | Tingstäde, Gotland  |       | 57.757206, 18.586442 | 10096901260004 | Ladda upp en bild av detta fornminne      |
| Tingstäde 126:5            | Stensättning                     |              | Tingstäde, Gotland  |       | 57.757100, 18.586721 | 10096901260005 | Ladda upp en bild av detta fornminne      |
| Tingstäde 130:1            | Stensättning                     |              | Tingstäde, Gotland  |       | 57.740771, 18.669622 | 10096901300001 | Ladda upp en bild av detta fornminne      |
| Tingstäde 132:1            | Stensättning                     |              | Tingstäde, Gotland  |       | 57.742094, 18.630751 | 10096901320001 | Ladda upp en bild av detta fornminne      |
| Tingstäde 133:1            | Stensättning                     |              | Tingstäde, Gotland  |       | 57.742546, 18.634098 | 10096901330001 | Ladda upp en bild av detta fornminne      |
| Tingstäde 133:2            | Stensättning                     |              | Tingstäde, Gotland  |       | 57.742638, 18.634191 | 10096901330002 | Ladda upp en bild av detta fornminne      |
| Tingstäde 143:1            | Gravfält                         |              | Tingstäde, Gotland  |       | 57.732398, 18.608960 | 10096901430001 | Ladda upp en bild av detta fornminne      |
| Tingstäde 147:1            | Hällristning                     |              | Tingstäde, Gotland  |       | 57.755686, 18.612485 | 11100000001094 | Ladda upp en bild av detta fornminne      |
| Tingstäde 148:1            | Husgrund, förhistorisk/medeltida |              | Tingstäde, Gotland  |       | 57.752268, 18.619951 | 10096901480001 | Ladda upp en bild av detta fornminne      |
| Tingstäde 150:1            | Röse                             |              | Tingstäde, Gotland  |       | 57.752014, 18.643783 | 10096901500001 | Ladda upp en bild av detta fornminne      |
| Tingstäde 150:2            | Röse                             |              | Tingstäde, Gotland  |       | 57.752303, 18.643448 | 10096901500002 | Ladda upp en bild av detta fornminne      |